# 庞坦站
庞坦站，是法国的一个铁路车站，位于法国法兰西岛市镇庞坦，巴黎市区东北部，属于第二收费区（Zone 2）。

## 位置
庞坦站位于庞坦市区的北部，巴黎－米卢斯铁路4.46公里处。车站大致呈东西走向，开口朝南。
庞坦站原仅为巴黎－米卢斯铁路上的一个铁路车站，而由巴黎东站出发前往斯特拉斯堡方向的铁路需要通过该铁路运行至努瓦西勒塞克站后才分岔并驶入巴黎－斯特拉斯堡铁路的正线。但为了计算方便，有时也认为这两条铁路在巴黎东站和努瓦西勒塞克站之间共线。
自1999年大区快铁E线通车后，庞坦站仅停靠该线列车。

## 设施
庞坦站设有人工售票窗口，其开放时间为每天5:15至次日凌晨1:15。此外，庞坦站站内还设有自动售票机等设施。

## 停靠线路
以下列车线路在庞坦站停靠：
| 庞坦站列车线路表（区域线路） |             |           |              |                       |
| 起点                         | 上一站      | 线路      | 下一站       | 终点                  |
| 奥斯曼-圣拉扎尔              | 罗莎·帕克斯 | [T] · (E) | 努瓦西勒塞克 | 谢勒-古尔奈           |
| 奥斯曼-圣拉扎尔              | 罗莎·帕克斯 | [T] · (E) | 努瓦西勒塞克 | 马恩河畔维利耶/图尔南 |

## 配套交通

### 长途客车
庞坦站附近没有固定的长途客运线路经过，当区域快铁施工或罢工时，SNCF可能会提供途径该线路沿途站点的临时大巴车。

### 市内交通
| 庞坦站附近的市内公共交通线路          |                   | |
| 公交车站名称                          | 位置              | 停靠线路 |
| Pantin RER - Mairie 快铁庞坦站-市政厅 | 庞坦站西南侧      | - - 170路：巴黎-莱利拉门 ↔ 圣但尼-火车站 - 249路：巴黎-莱利拉门 ↔ 迪尼-市中心 - 330路：博比尼-地铁雷蒙·克诺站 ↔ 欧贝维利耶-地铁欧贝维利耶堡站                                                             |
| Pantin RER - Mairie 快铁庞坦站-市政厅 | 庞坦站东南侧100米 | - - 151路：巴黎-庞坦门 ↔ 邦迪-汝奥布吕姆 - 249路：巴黎-莱利拉门 ↔ 迪尼-市中心 - - 13路：伊西莱穆利诺-地铁伊西市政厅站 ↔ 博比尼-地铁毕加索站 - 41路：巴黎-火车东站 ↔ 米特里-莫里-快铁维勒帕里西-新米特里站 |
| 1. 2.                                 |                   | |

### 社会车辆
庞坦站门口设有社会车辆停车场。

## 临近车站
| 庞坦站（Gare de Pantin）                                   |                      |                |
| 上行车站                                                   | 线路                 | 下行车站       |
| 罗莎·帕克斯站                                              | 巴黎－米卢斯铁路     | 努瓦西勒塞克站 |
| 罗莎·帕克斯站                                              | 巴黎－斯特拉斯堡铁路 | 努瓦西勒塞克站 |
| - 本表仅显示运营中的线路及车站，斜体字为非正线线路及车站。 |                      |                |